# Ichneumon nyssaeus
Ichneumon nyssaeus är en stekelart som beskrevs av Holmgren 1878. Ichneumon nyssaeus ingår i släktet Ichneumon och familjen brokparasitsteklar. Inga underarter finns listade i Catalogue of Life.